# Rallbeckasin
Rallbeckasin (Rostratula benghalensis) är en vadarfågel, en av tre arter i familjen rallbeckasiner. Den är en av få fågelarter som har omvänd könsordning, där den praktfulla honan uppvaktar hanen, som är den som ruvar äggen.

## Kännetecken

### Utseende
Rallbeckasinen gör skäl för sitt namn genom att bete sig som en rall men ha drag av en beckasin. Den är jämnstor med enkelbeckasinen (23-26 cm), men ser sig trögare och tyngre ut i flykten. Vingarna är trubbiga och breda, och tårna sticker ut utanför spetsen på stjärten. Näbben är rätt tjock, förhållandevis kort, ljus och något nedåtböjd. På båda könen syns mycket tydliga gulbeige band som går från bröstsidan, över skuldran och bakåt över vingen.

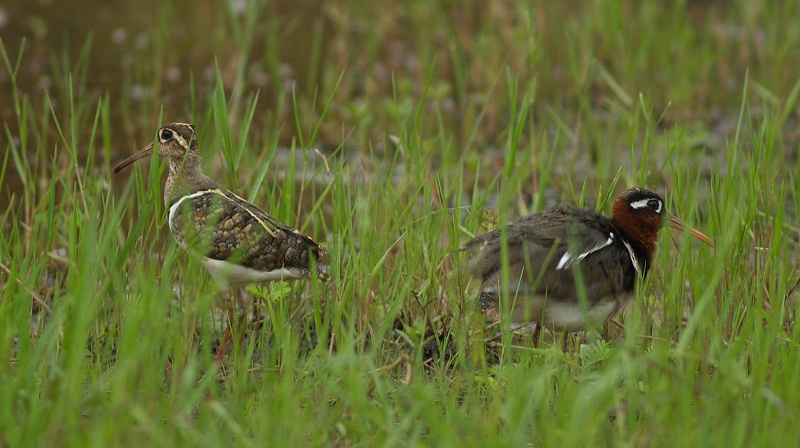
Ett rallbeckasinpar, hanen till vänster och honan till höger.

Könen skiljer sig åt, där honan är praktfullare än hanen. Från strupen till övre delen av bröstet är den rödbrun, medan buken är vit. Den är vidare grönaktig ovan med ett vitt streck bakom ögat. Hanen är istället gråbrun på strupe, hals och bröst. Ovansidan är brungrön, vingtäckarna tvärfläckade i beige.

### Läte
Honan har en morkullelik spelflykt varvid hon yttrar ett hoande, dämpat "koot".

## Utbredning och systematik
Rallbeckasinen förekommer lokalt i Afrika, på Madagaskar och i den orientaliska regionen, så långt österut som till Sulawesi. Den har även noterats som tillfällig gäst i Afghanistan, Iran, Irak, Jordanien, Oman och Jemen samt i Sydkorea.

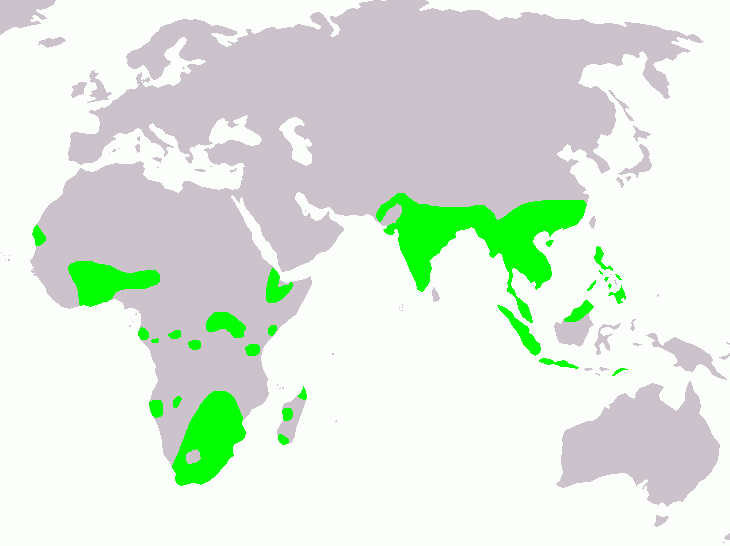
Rallbeckasinens utbredningsområde.

Australisk rallbeckasin (Rostratula australis) har under perioder behandlats som en underart till rallbeckasin men kategoriseras idag som en egen art. Inga underarter finns i övrigt noterade för rallbeckasinen.

## Levnadssätt
Rallbeckasinen häckar i träsk, vid gölar och kanaler med högvuxen växtlighet och håller sig ofta dold i växtligheten, aktiv huvudsakligen nattetid. Den är en av få fågelarter som uppvisar omvänd könsordning, vilket innebär att det är honan som har den färggrannare fjäderdräkten och som uppvaktar hanarna, konkurrerar om boplatser och försvarar sitt bo och sin hane aggressivt. Honan kan para sig med flera hanar under en häckningssäsong. Efter att honan lagt äggen, ofta fyra stycken, så är det den mer kamouflerade hanen som ruvar i ungefär tjugo dygn och sedan tar hand om ungarna. 

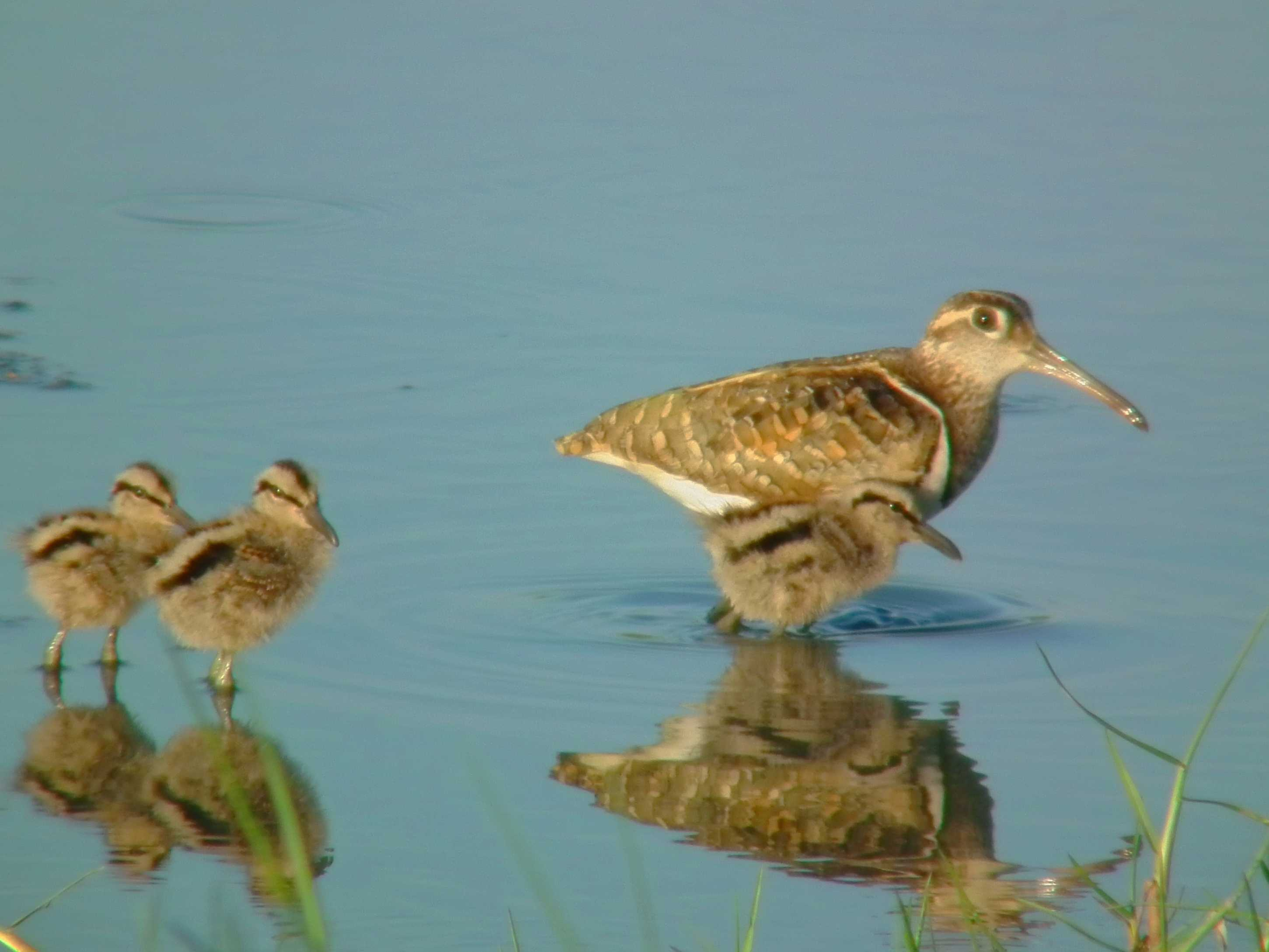
Hane med ungar.

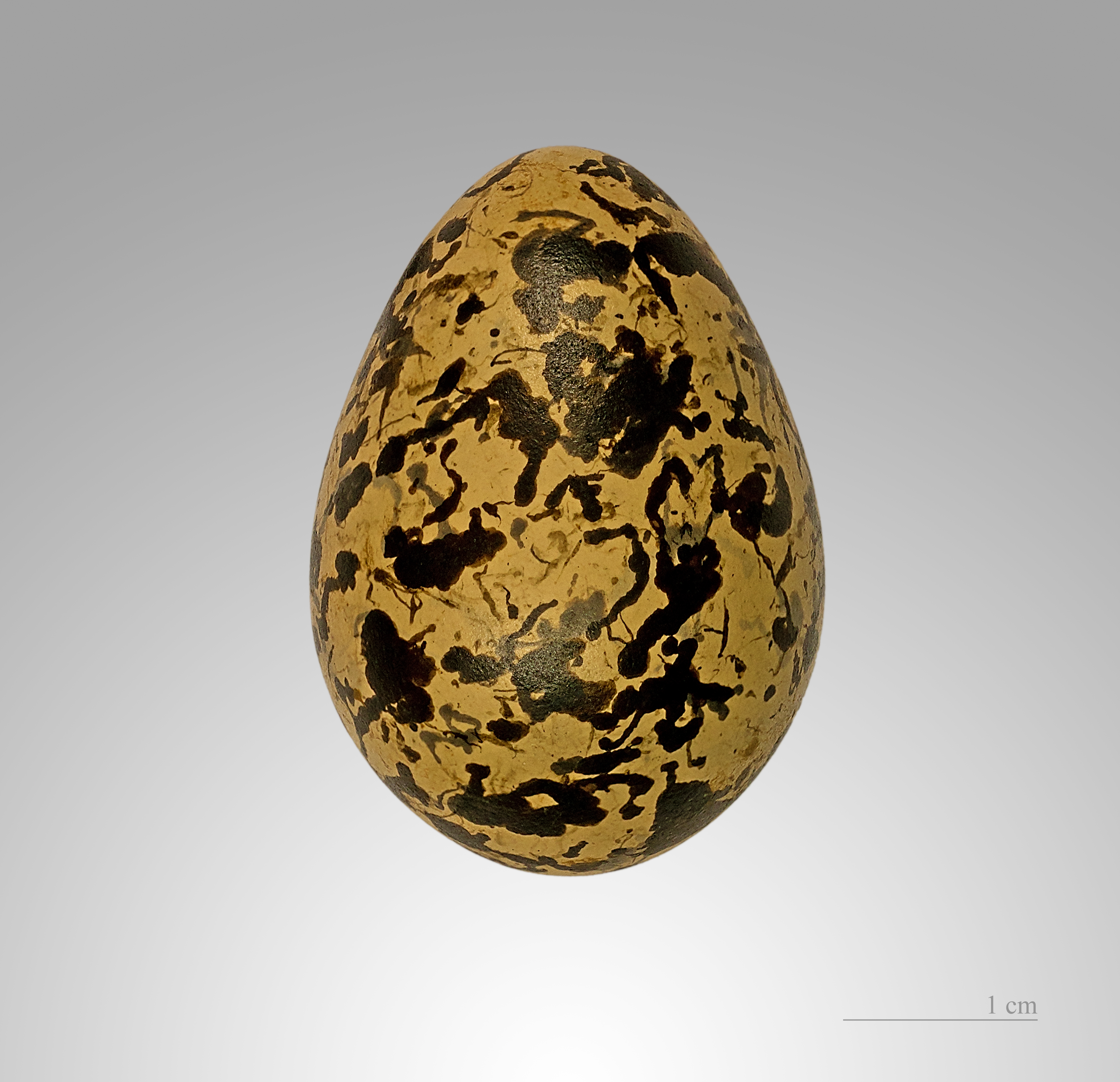
Rallbeckasinens ägg.

## Status
Arten har ett stort utbredningsområde och internationella naturvårdsunionen IUCN kategoriserar arten som livskraftig. Beståndsutvecklingen är dock oklar. Världspopulationen uppskattas till mellan cirka 50 000 och 230 000 individer.